# Shayang Zhen
Shayang Zhen (kinesiska: 杉阳, 杉阳镇) är en köping i Kina. Den ligger i provinsen Yunnan, i den sydvästra delen av landet, omkring 330 kilometer väster om provinshuvudstaden Kunming. Antalet invånare är 37 370. Befolkningen består av 18 520 kvinnor och 18 850 män. Barn under 15 år utgör 21,0 %, vuxna 15-64 år 872 %, och äldre över 65 år 9,0 %.
Genomsnittlig årsnederbörd är 1 054 millimeter. Den regnigaste månaden är juli, med i genomsnitt 311 mm nederbörd, och den torraste är januari, med 6 mm nederbörd.